# Sierße
Sierße ist ein Ortsteil der Gemeinde Vechelde im Landkreis Peine in Niedersachsen.

## Geografie

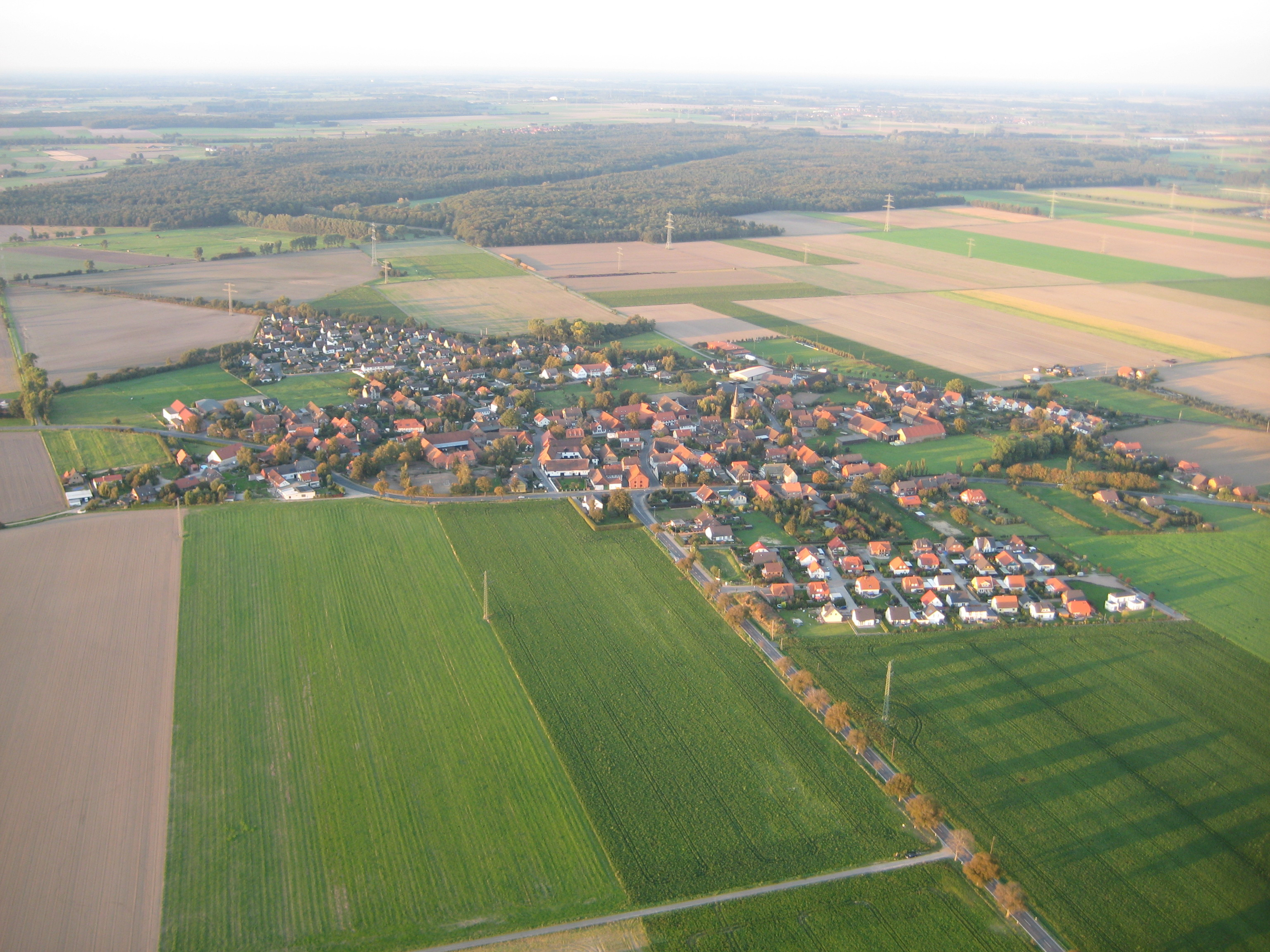
Blick auf Sierße von Südwest

### Lage
Sierße liegt an der Bundesstraße 65 zwischen Vechelde und Peine sowie an der Bahnstrecke Hannover–Braunschweig.

### Nachbarorte
| Woltorf (Peine)       | Fürstenau                                   |          |
| Schmedenstedt (Peine) | Kompassrose, die auf Nachbargemeinden zeigt | Wahle    |
| Münstedt (Ilsede)     | Bettmar                                     | Vechelde |

## Geschichte
Sierße wurde im Jahre 1182 als „Sigerdessem“ urkundlich erwähnt und gehörte seit 1152 zum Halbgericht Bettmar. Im Mittelalter scheint in der Gemarkung Sierße ebenfalls eine Gerichtsstätte gewesen zu sein, am Wald „Sierßer Holz“. Um 1220 wurde der Ort Sigerdissem, um 1270 Sigerdissen und 1286 Siredessem genannt. Die Edelherren von Meinersen waren hier begütert. Sie gaben um 1220 den Zehnt als Lehen an Friedrich von Langlingen; derselbe Zehnt um 1280 an Johannes von Sierße. Ein halber Zehnt 1286 an Dietrich von Wallmoden.
Im Jahr 1802 hatte Sierße 409 Einwohner in 56 Feuerstellen. Mit dem Fürstentum Braunschweig-Wolfenbüttel wurde Sierße 1807 in das von Napoleon geschaffene Königreich Westphalen eingegliedert. Nach dessen Auflösung im Jahr 1813 gehörte der Ort bis 1918 zum Herzogtum Braunschweig.
Sierßes Zuordnung zum Landkreis Braunschweig und sein Status als selbstständige Gemeinde endeten am 1. März 1974 im Zuge der Gebietsreform Niedersachsens mit der Eingemeindung nach Vechelde.

## Politik

### Ortsrat
Der Ortsrat von Sierße setzt sich aus sieben Ratsfrauen und Ratsherren der folgenden Parteien zusammen:
| Kommunalwahl         | SPD | CDU | FW-PB | Gesamt  |
| -------------------- | --- | --- | ----- | ------- |
| 12. September 2021   | 2   | 4   | 1     | 7 Sitze |
| 11. September 2016   | 5   | 2   | -     | 7 Sitze |
| 11. September 201100 | 5   | 2   | -     | 7 Sitze |
| 10. September 200600 | 5   | 2   | -     | 7 Sitze |

### Ortsbürgermeister
Ortsbürgermeister ist Klaus Jurczyk (CDU). Stellvertretende Ortsbürgermeisterin ist Miriam Stranz (SPD).

### Wappen
| Wappen von Sierße | Blasonierung: „Gespalten von Blau und Gold, ein Kesselhaken in verwechselten Farben.“ |
| Wappen von Sierße | Wappenbegründung: Ein früher unentbehrliches Gerät in der bäuerlichen Küche war der Kesselhaken. Außerdem hat er aber noch einen historischen Bezug. Sierße war jahrhundertelang Hauptort des herzoglich-braunschweigischen Amtes Sierße, als dessen erste nachweisbare Verwalter die von Gustede vor 1320 wirkten. Ihr Wappen waren in Gold drei schwarze Kesselhaken. Deren einer steht jetzt im Wappen des Dorfes. Die Schildspaltung als Grundlage sowohl des herzoglich braunschweig-lüneburgischen als auch des stiftshildesheimischen Wappens deutet an, dass Sierße lange Zeit Grenzort war und vom 12. bis zum 15. Jahrhundert mehrmals die Landesherrschaft wechselte, bis es um 1400 endgültig welfisch wurde. Die blau-goldenen Farben gedenken der Zugehörigkeit zum Land Braunschweig und zum Landkreis Braunschweig, dem der Ort bis zur Gebietsreform 1974 als selbständige Gemeinde angehörte. Das Wappen wurde vom Heraldiker Arnold Rabbow gestaltet und am 17. November 1981 vom Ortsrat einstimmig angenommen. |

## Kultur und Sehenswürdigkeiten

### Bauwerke
- Die St.-Martini-Kirche in Sierße wurde im Jahr 1783 zuletzt umgebaut.
- Sehenswert ist die Kapelle des Friedhofs vor Sierße

### Fotogalerie

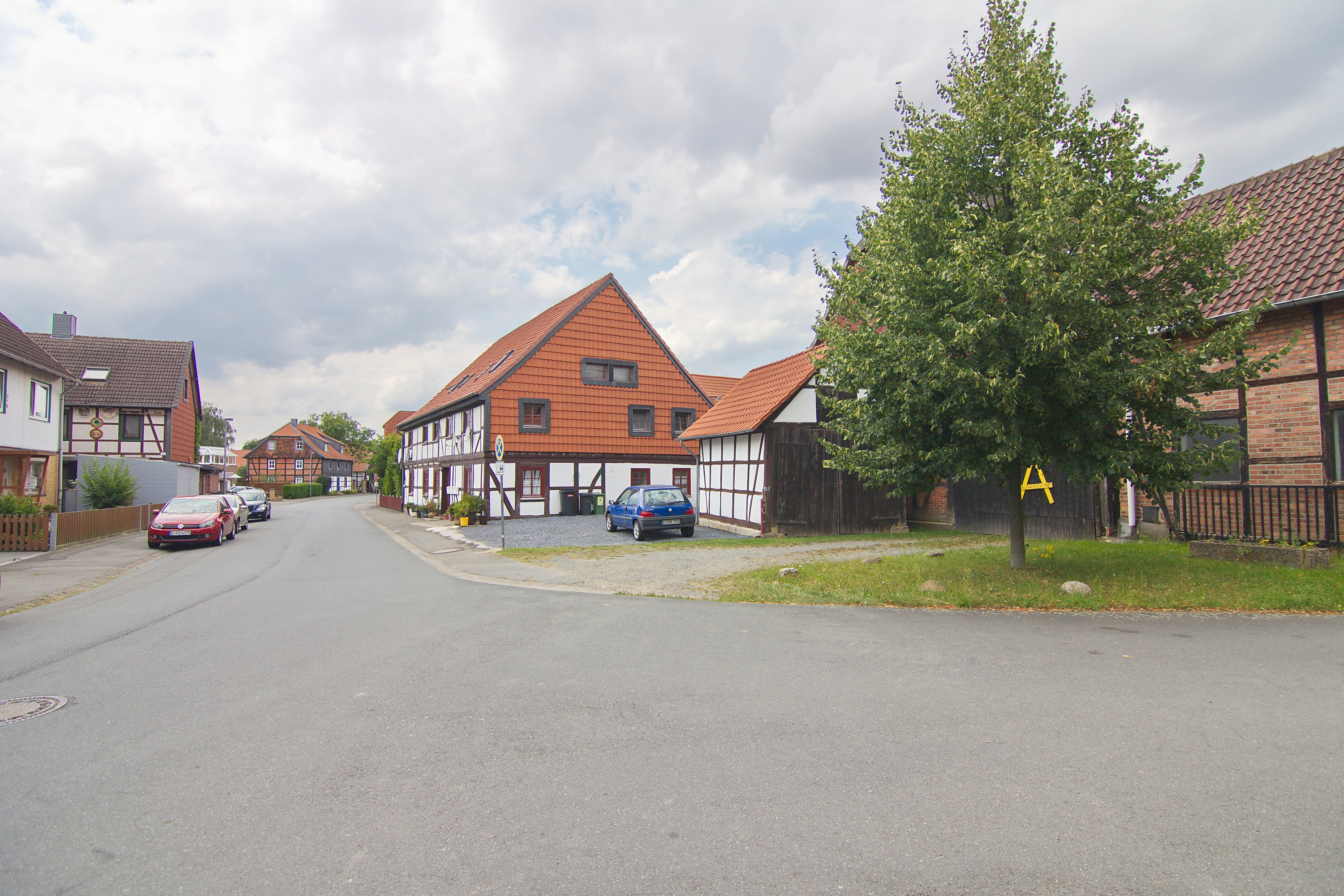
Ortsblick
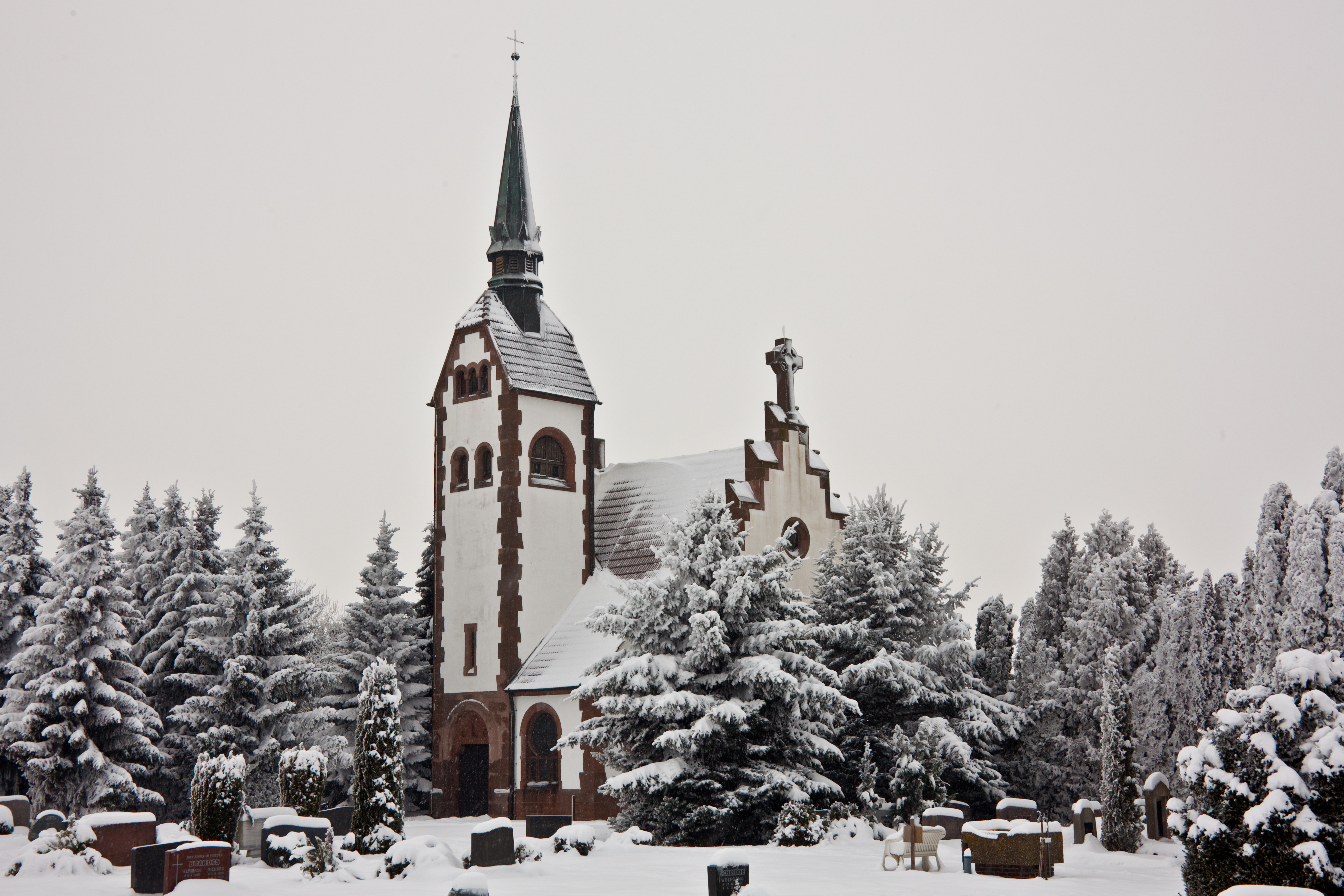
Friedhofskapelle im Winter
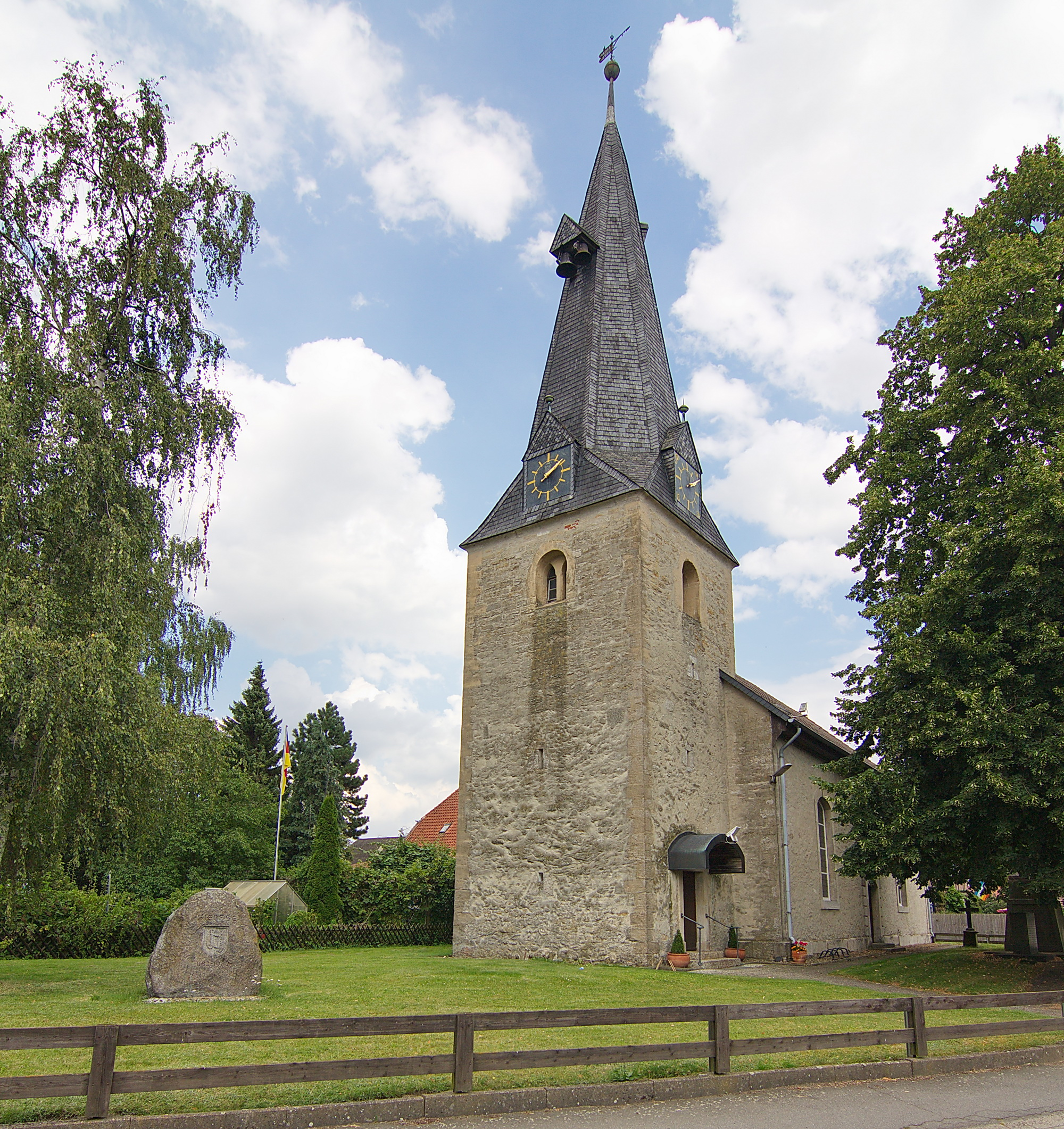
Dorfkirche
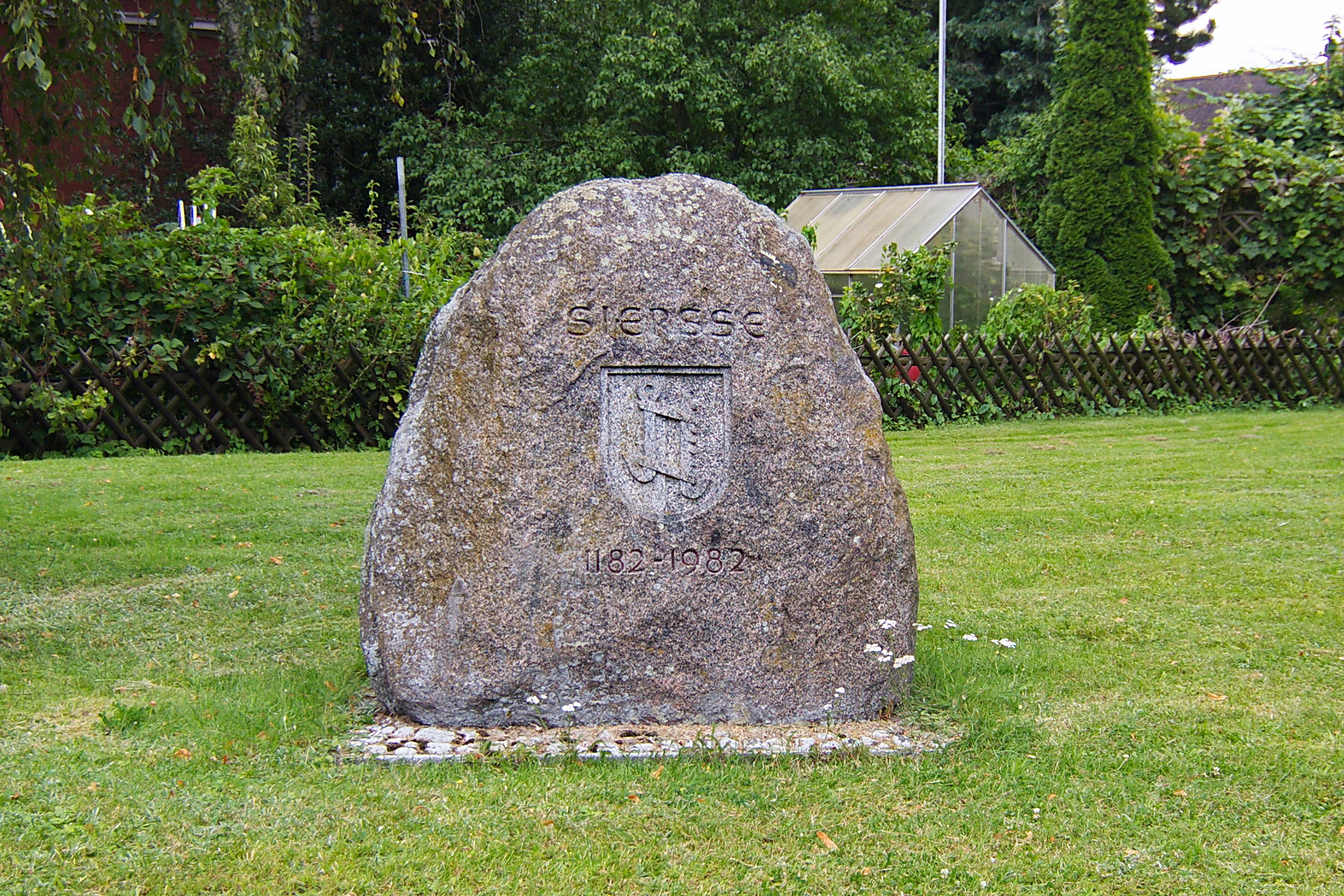
Gedenkstein

## Wirtschaft und Infrastruktur
Sierße war bis in die zweite Hälfte des 20. Jahrhunderts ein landwirtschaftlich geprägtes Dorf. Das Dorfbild zeigt meist kleine Höfe mit mitteldeutschen und niedersächsischen Haus- und Hofformen, wobei die mitteldeutsche Bauart überwiegt. In der Erwerbsstruktur hat die Landwirtschaft heute aber nur eine geringe Bedeutung. Viele Bewohner des Dorfes gehen ihrem Erwerb hauptsächlich im Oberzentrum Braunschweig oder den nahegelegenen Industriegebieten im Raum Salzgitter-Peine nach.
In den vergangenen Jahrzehnten entstanden im Osten und Norden kleine Komplexe moderner Eigenheime und zweigeschossiger Reihenhäuser. An der Bundesstraße 65 in Richtung Bettmar wurde im Jahre 1997 das Neubaugebiet „Mühlenblick“ erschlossen.